# Église de Friedrichswerder
L'église de Friedrichswerder (Friedrichswerdersche Kirche) est un édifice néogothique de Berlin (quartier de Mitte) situé sur la Schinkelplatz, à côté de l'emplacement de l'académie d'architecture qui avait été bâtie également par Karl Friedrich Schinkel. C'était une église simultanée qui accueillait jusqu'en 1872 le culte luthérien-protestant et le culte réformé français (comme temple du Werder), puis le culte de l'église unie, jusqu'à la Seconde Guerre mondiale. Elle abrite désormais le Schinkel-Museum faisant partie des Musées d'État de Berlin.

## Architecture

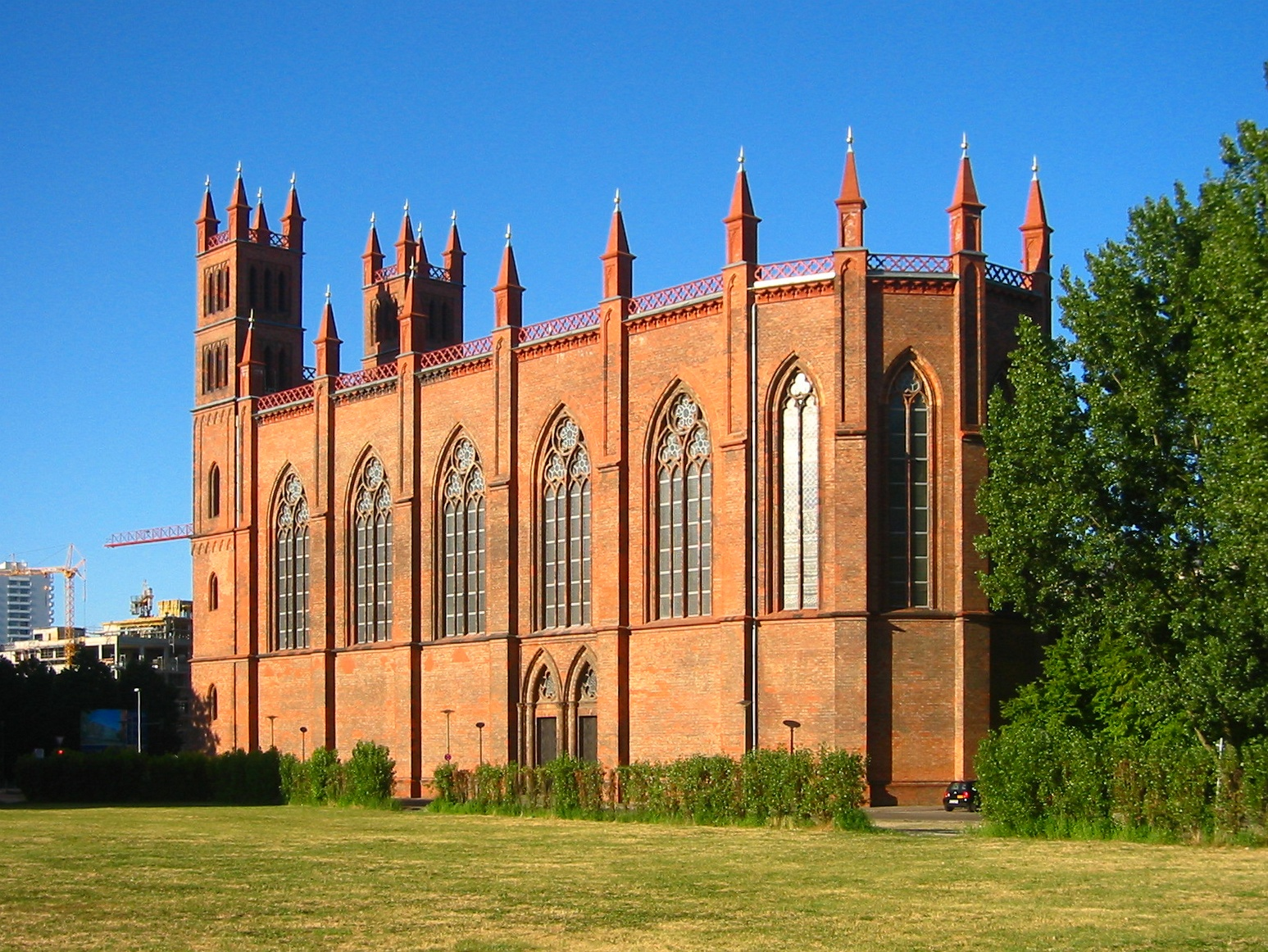
Vue de côté de l'ancienne église en 2006

L'église est construite entre 1824 et 1830 par Schinkel. C'est la première église néogothique à être construite à Berlin. Schinkel avait présenté aussi un projet d'édifice néoclassique, en forme de temple romain, mais c'est celui-là qui fut préféré, sous l'influence du mouvement néogothique anglais. Son architecture fait référence au style gothique de brique très typique de l'architecture médiévale d'Allemagne du Nord, mais elle fait aussi référence au gothique méridional français également en brique, comme la cathédrale d'Albi par son plan, son agencement et son élévation intérieure, mais aussi par sa toiture invisible, fort éloignée des canons du gothique allemand. Le maître d'œuvre est Ludwig Ferdinand Hesse. L'église est construite en briques rouges avec des décorations de terre cuite. Elle est consacrée le 10 juillet 1831.
L'église possède une seule nef avec deux tours identiques en façade.
L'église est gravement endommagée pendant la Seconde Guerre mondiale, surtout par un bombardement d'artillerie du 29 avril 1945. Les vitraux de l'époque de Schinkel et le tableau d'autel de Carl Joseph Begas sont irrémédiablement perdus.
Elle a été restaurée entre 1979 et 1986 du temps de la République démocratique allemande, sans l'archange saint Michel qui surplombait le portail, pour être rouverte comme musée à l'occasion du 750e anniversaire de la cité.

## Illustrations

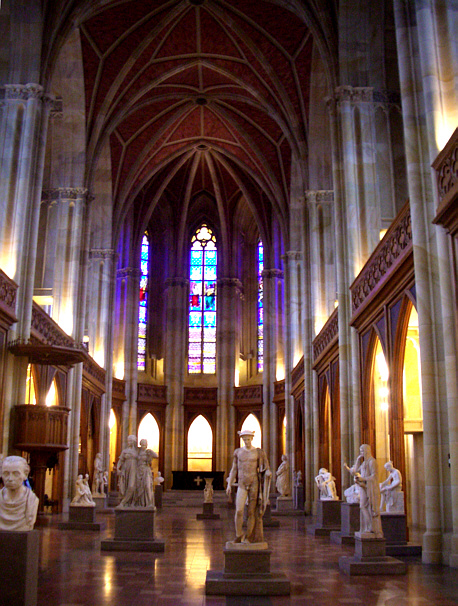
Intérieur de l'édifice en 2005
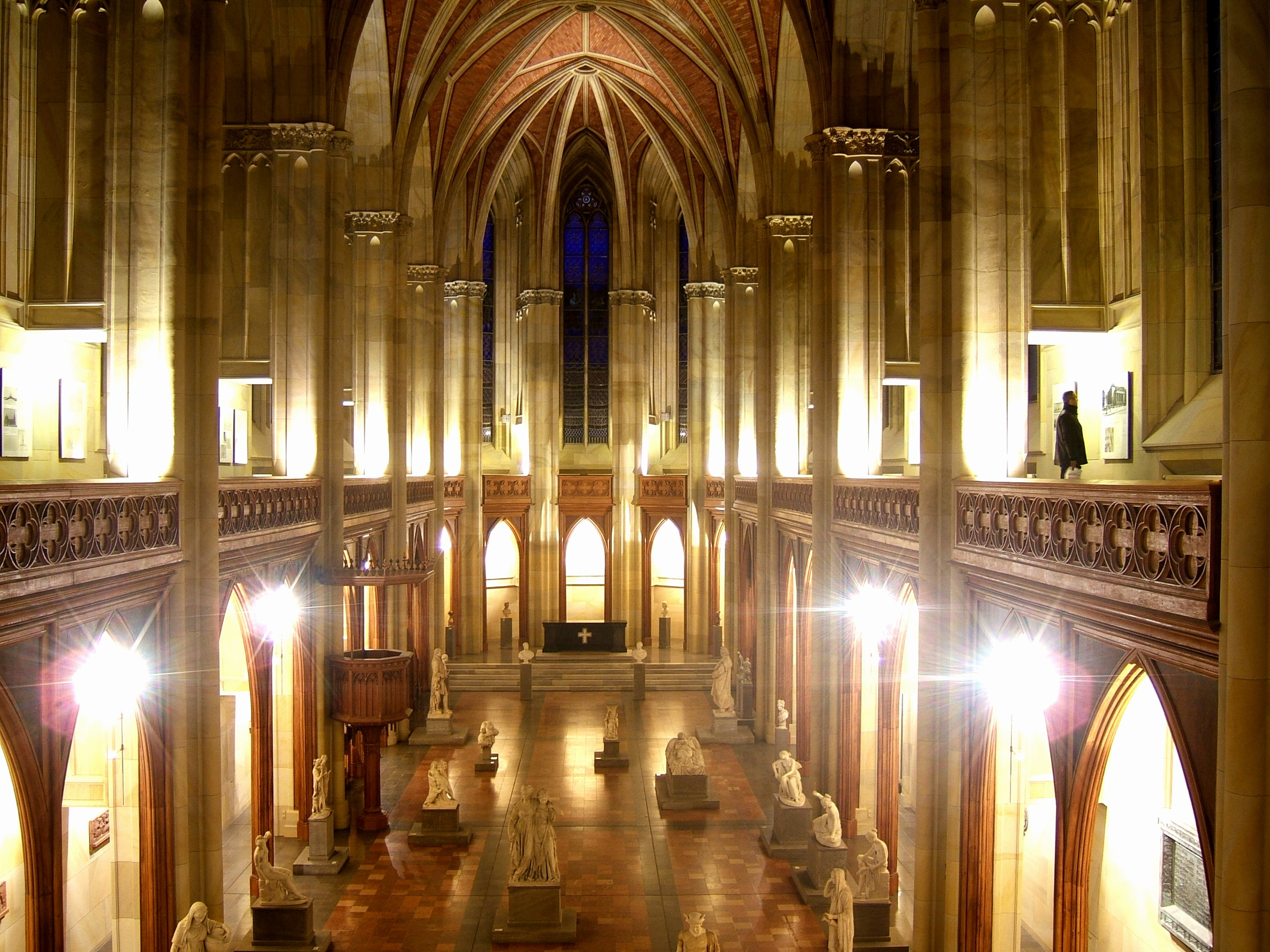
Vue de l'intérieur du musée
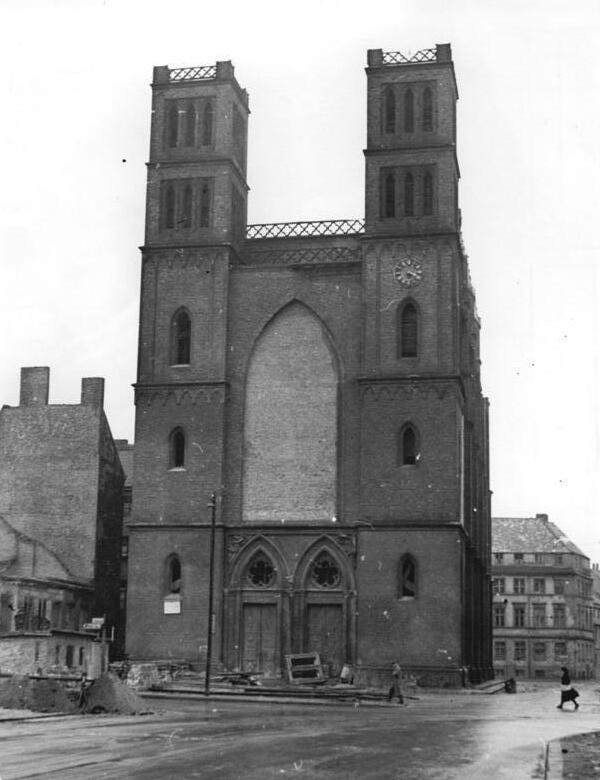
Façade de l'église en 1951
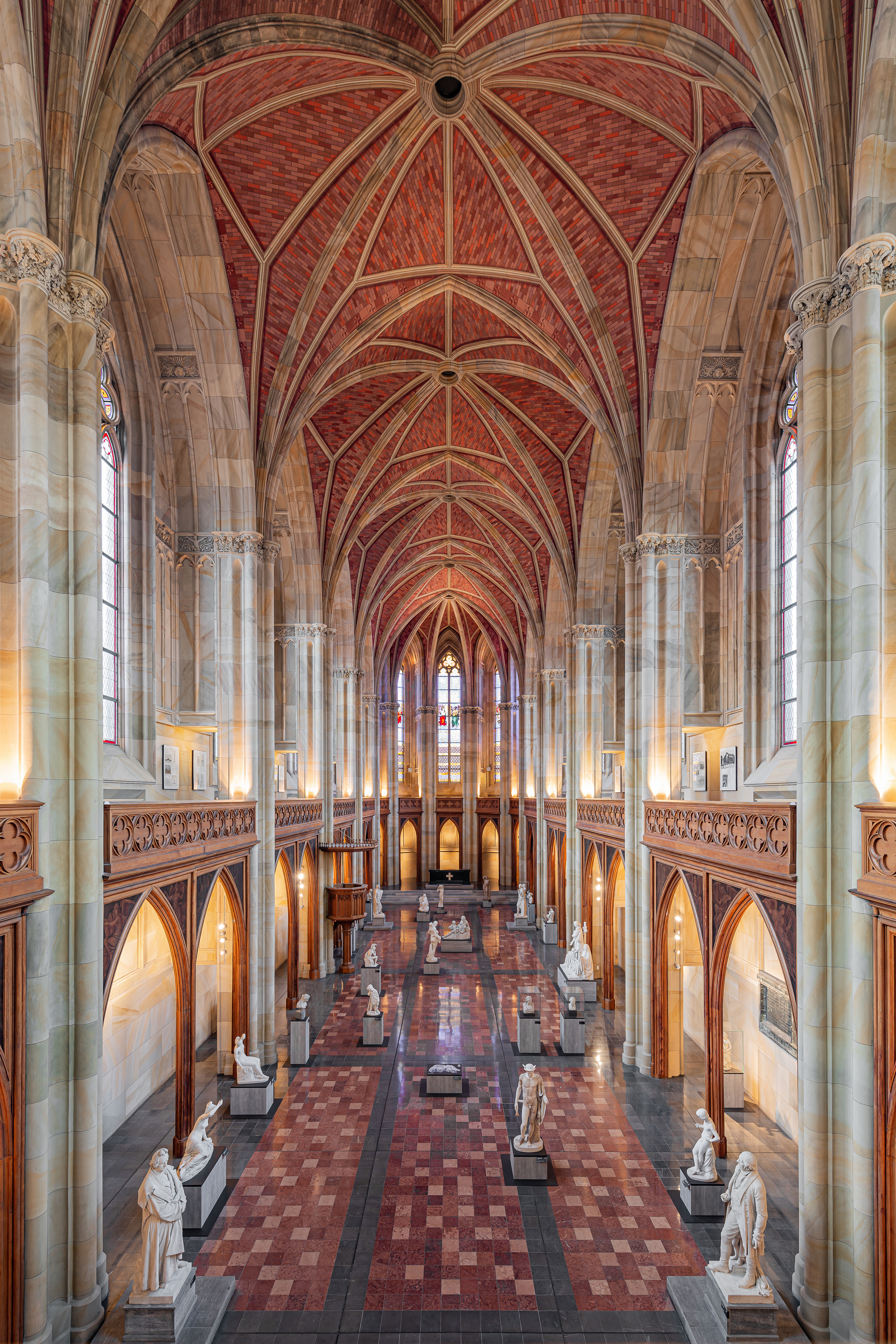
L'intérieur du musée. Octobre 2021.
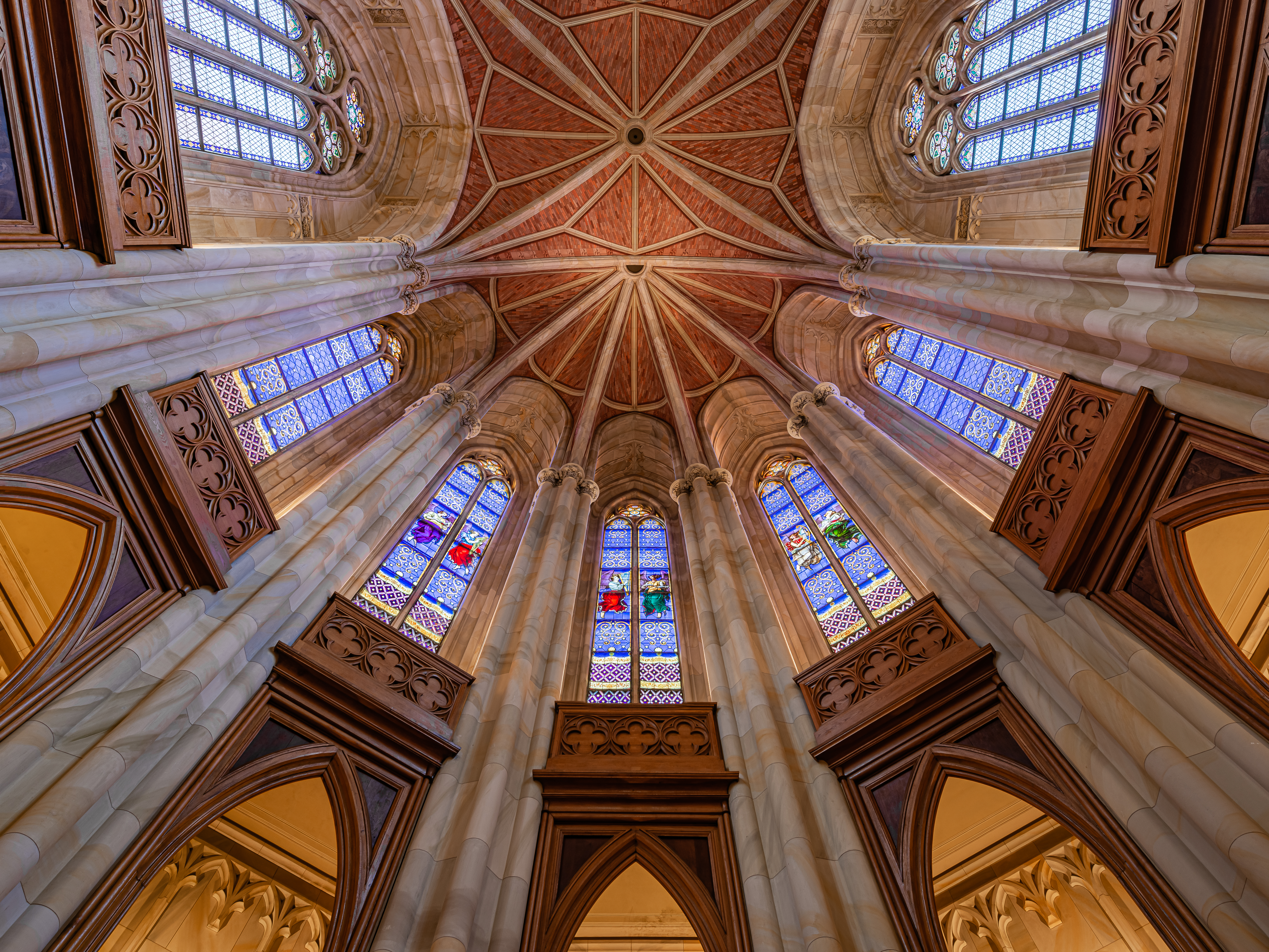
L'église au plafond. Octobre 2021.

## Collections
L'église abrite aujourd'hui des collections de sculptures de la fin du XVIIe siècle au milieu du XIXe siècle. Parmi les œuvres fameuses, on peut distinguer le groupe représentant les princesses Frédérique et Louise, de Johann Gottfried Schadow

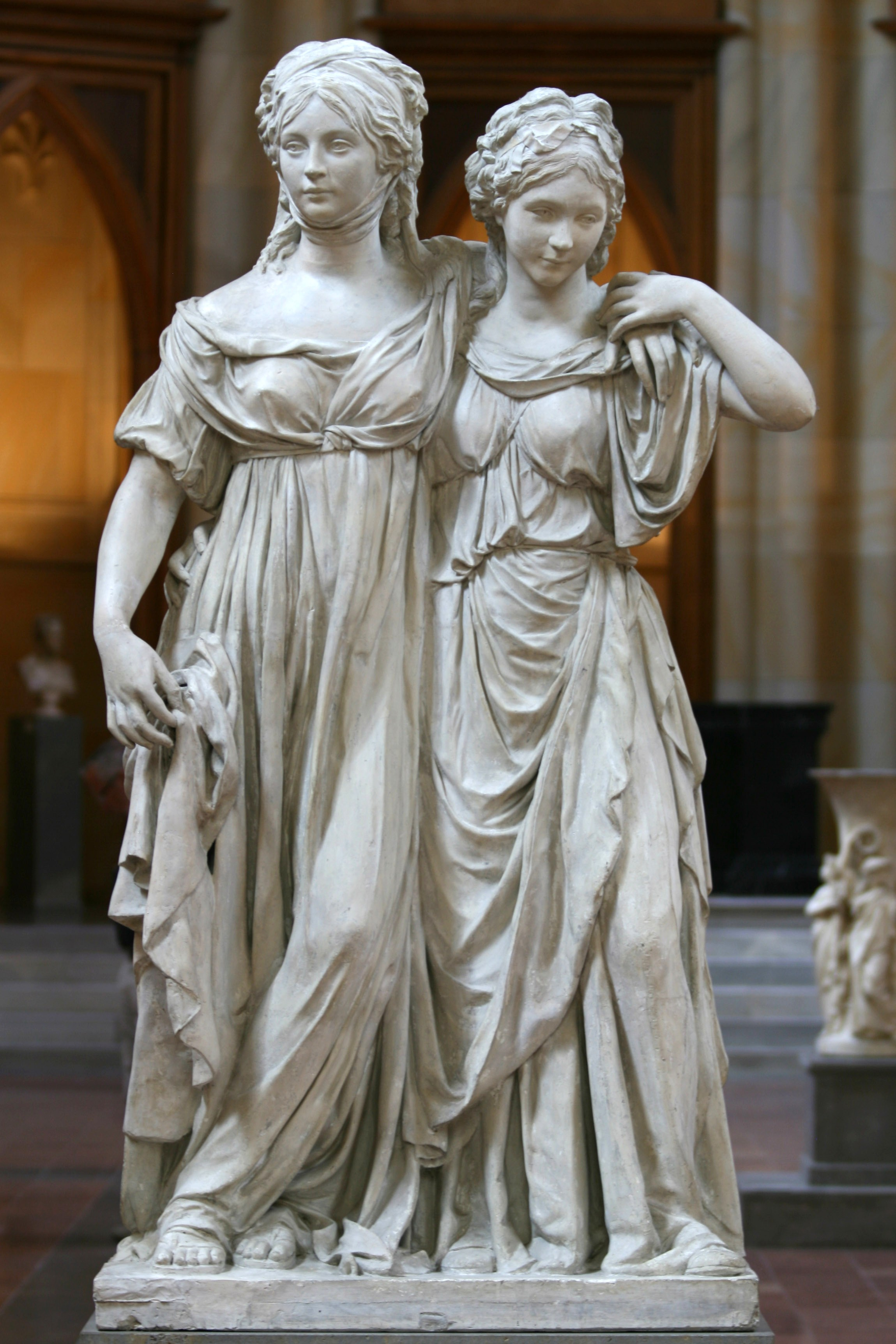
Les princesses Frédérique et Louise, par Schadow
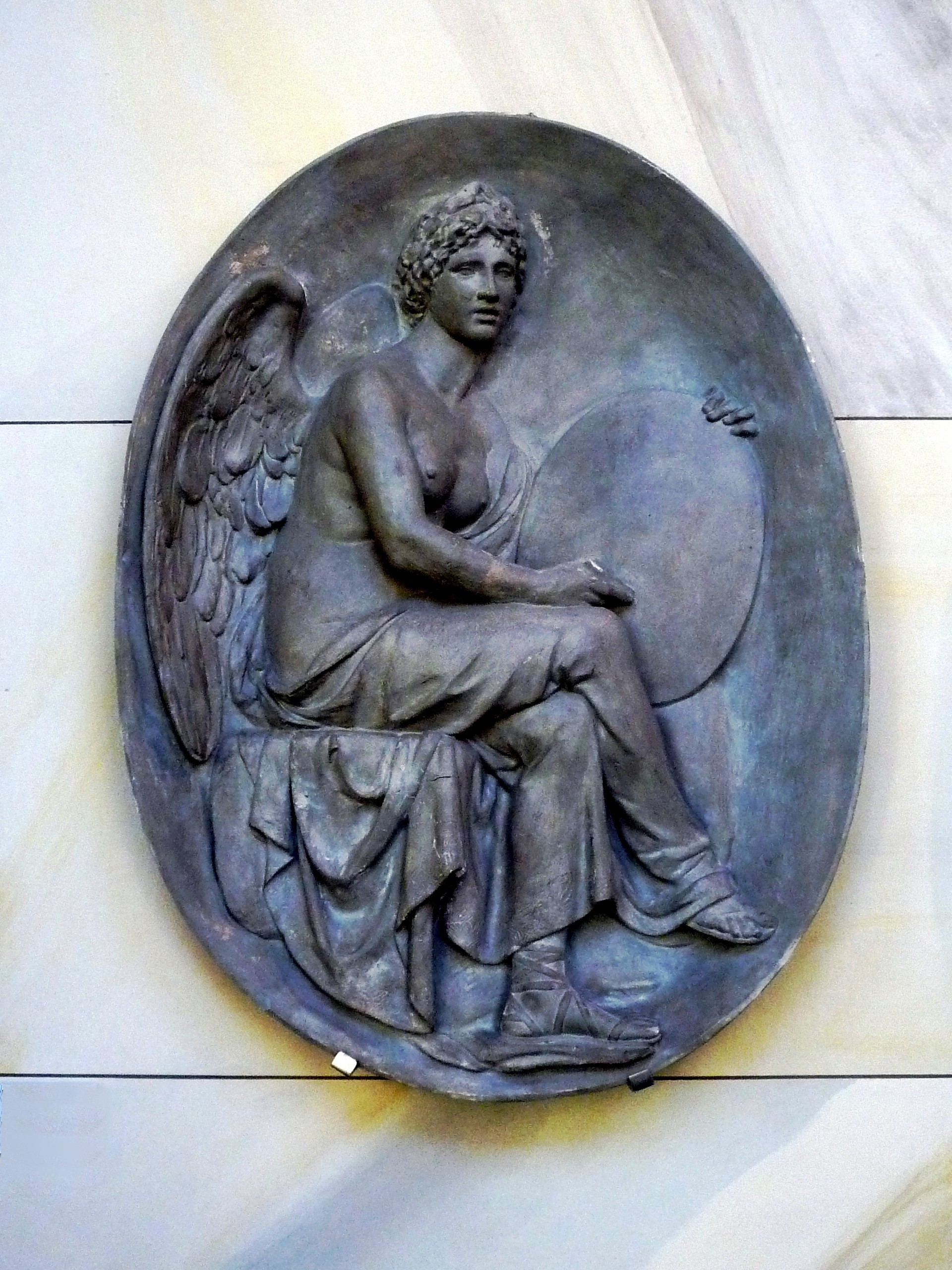
Victoire assise, médaillon de Schadow (1788)
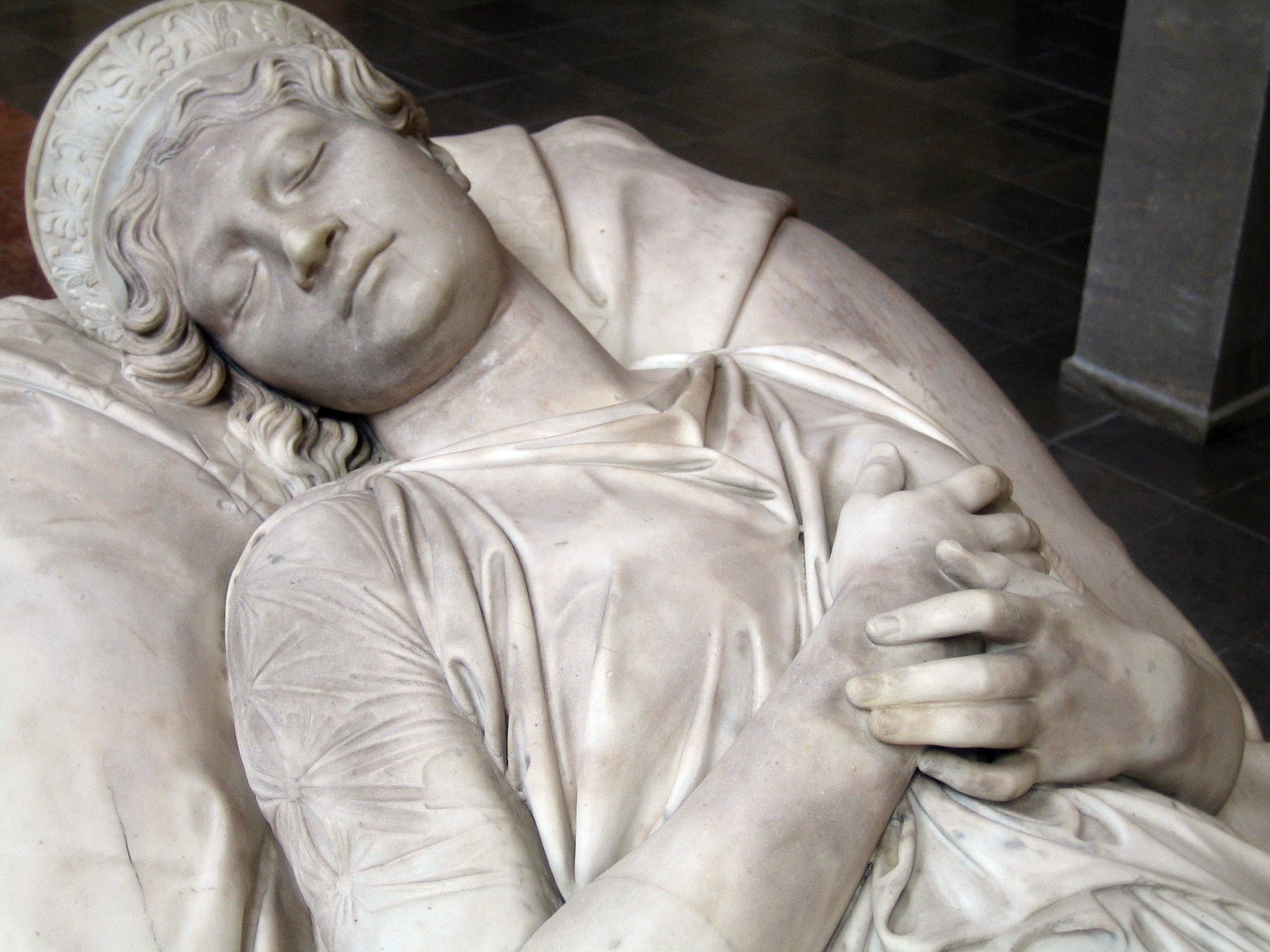
Détail du gisant de la reine Louise de Prusse, par Rauch
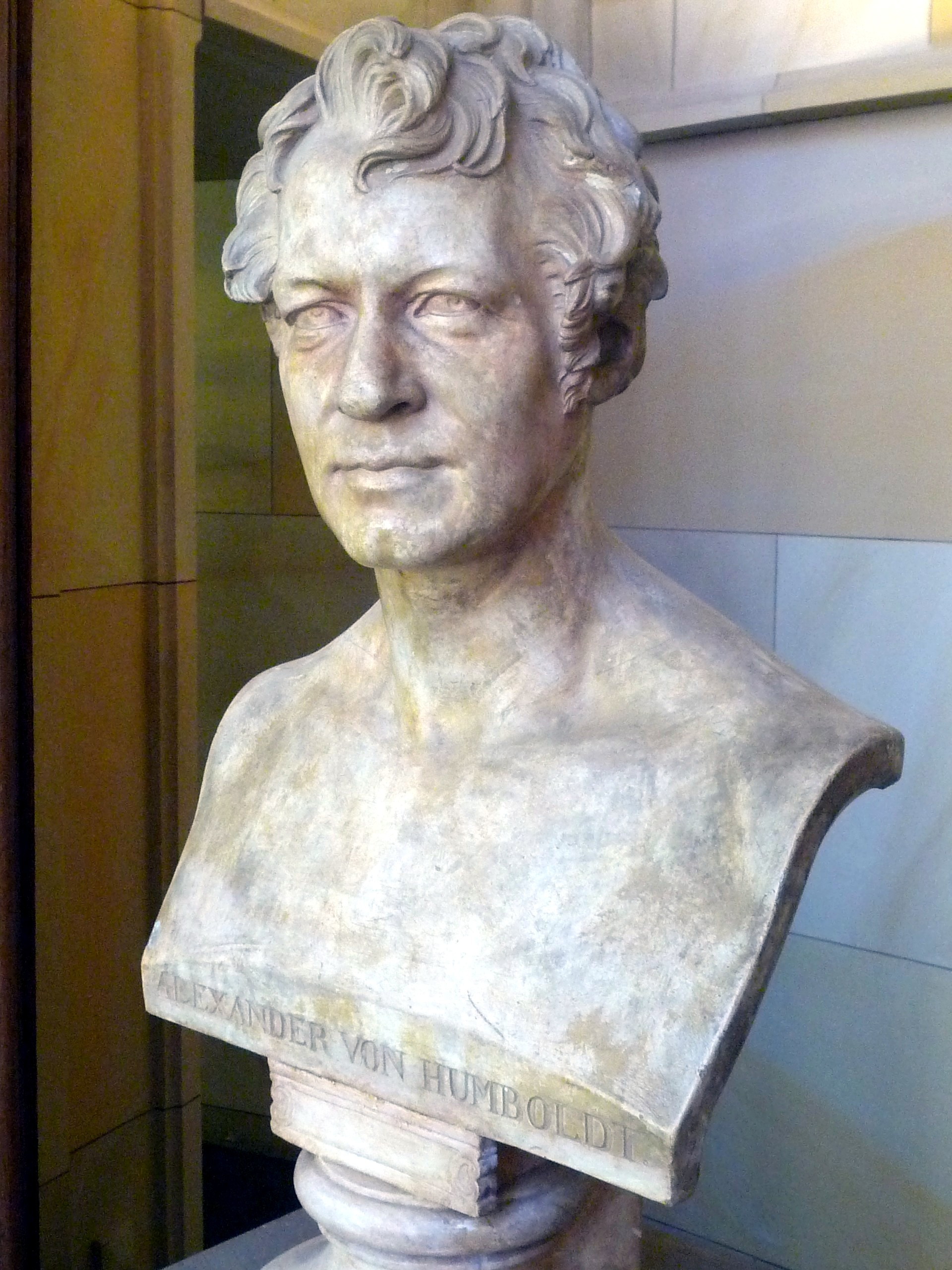
Buste d'Alexander von Humboldt par Rauch (1823)
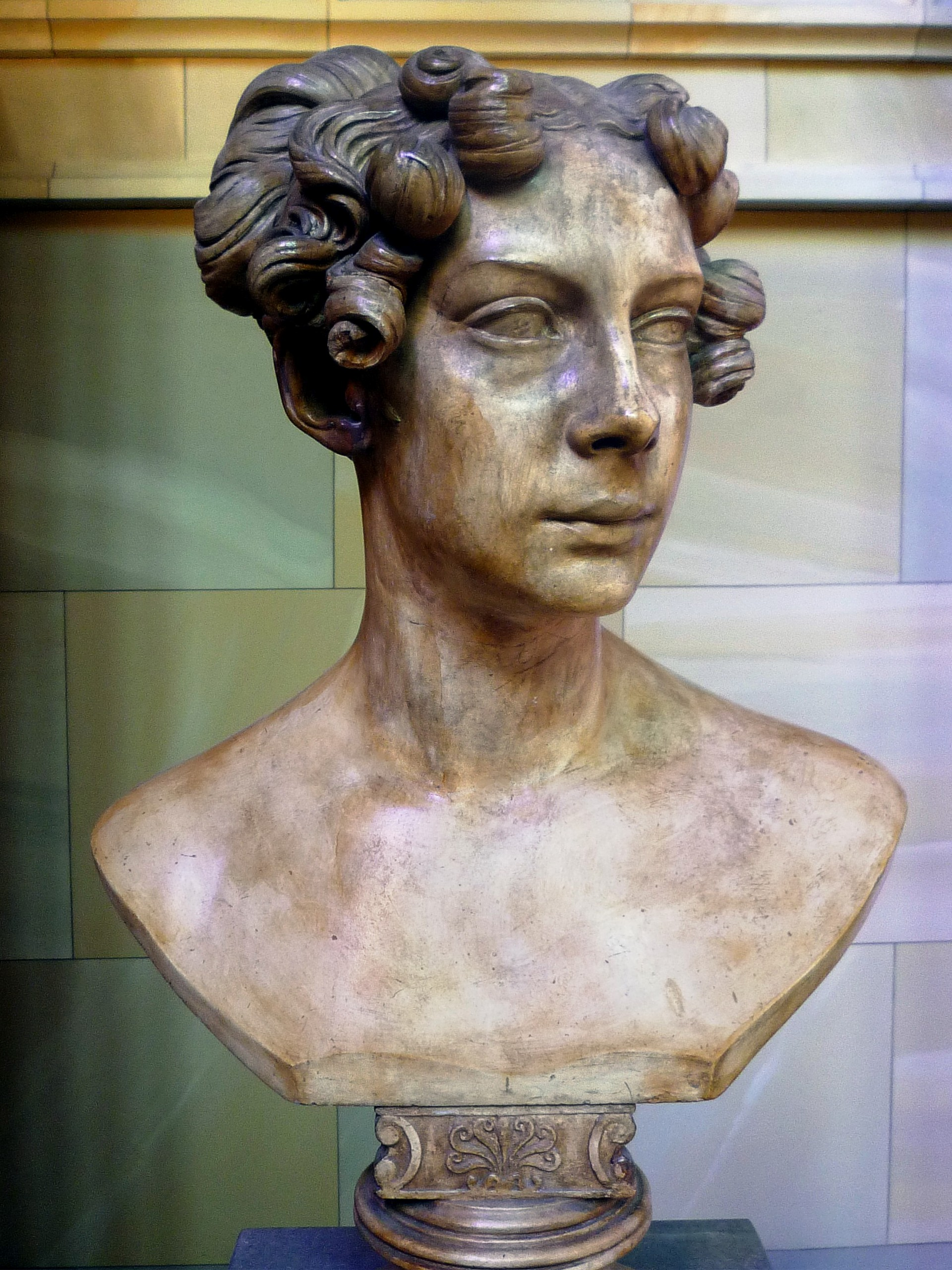
Buste de la princesse Louise de Prusse par Rauch (1824)
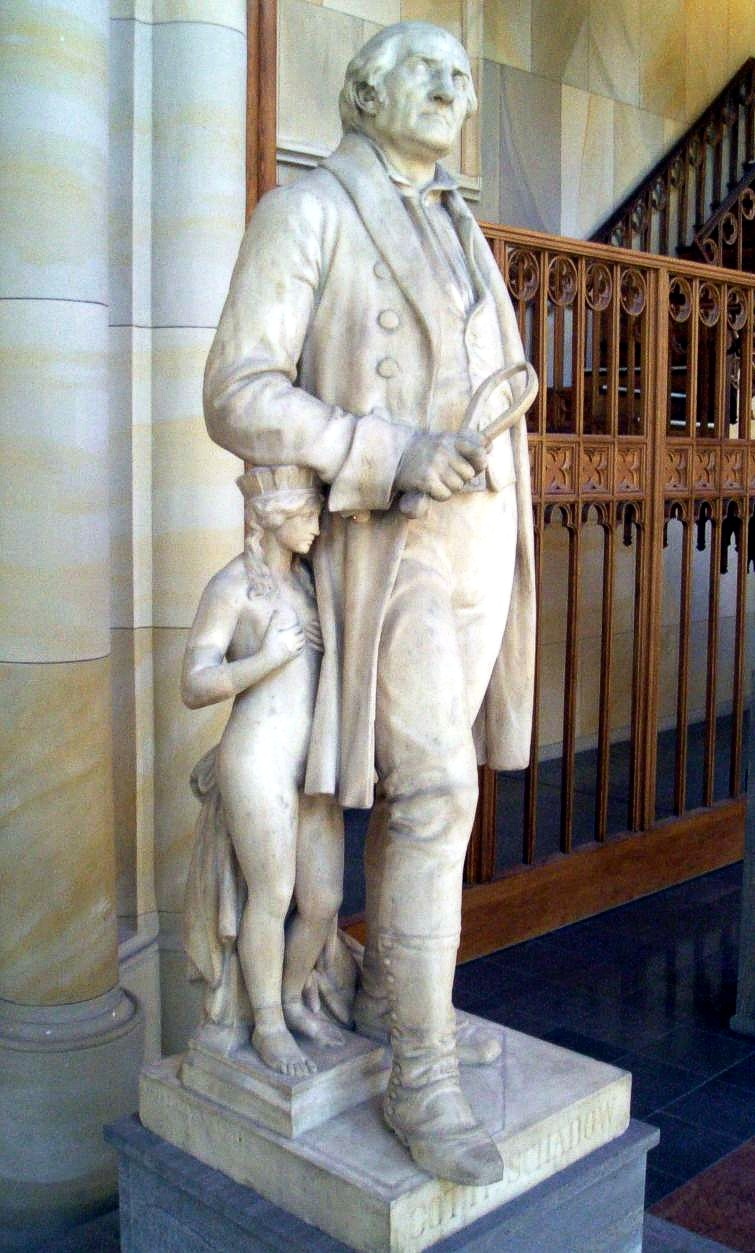
Statue de marbre de Schadow par Hugo Hagen (1866-1869)

## Bibliographie

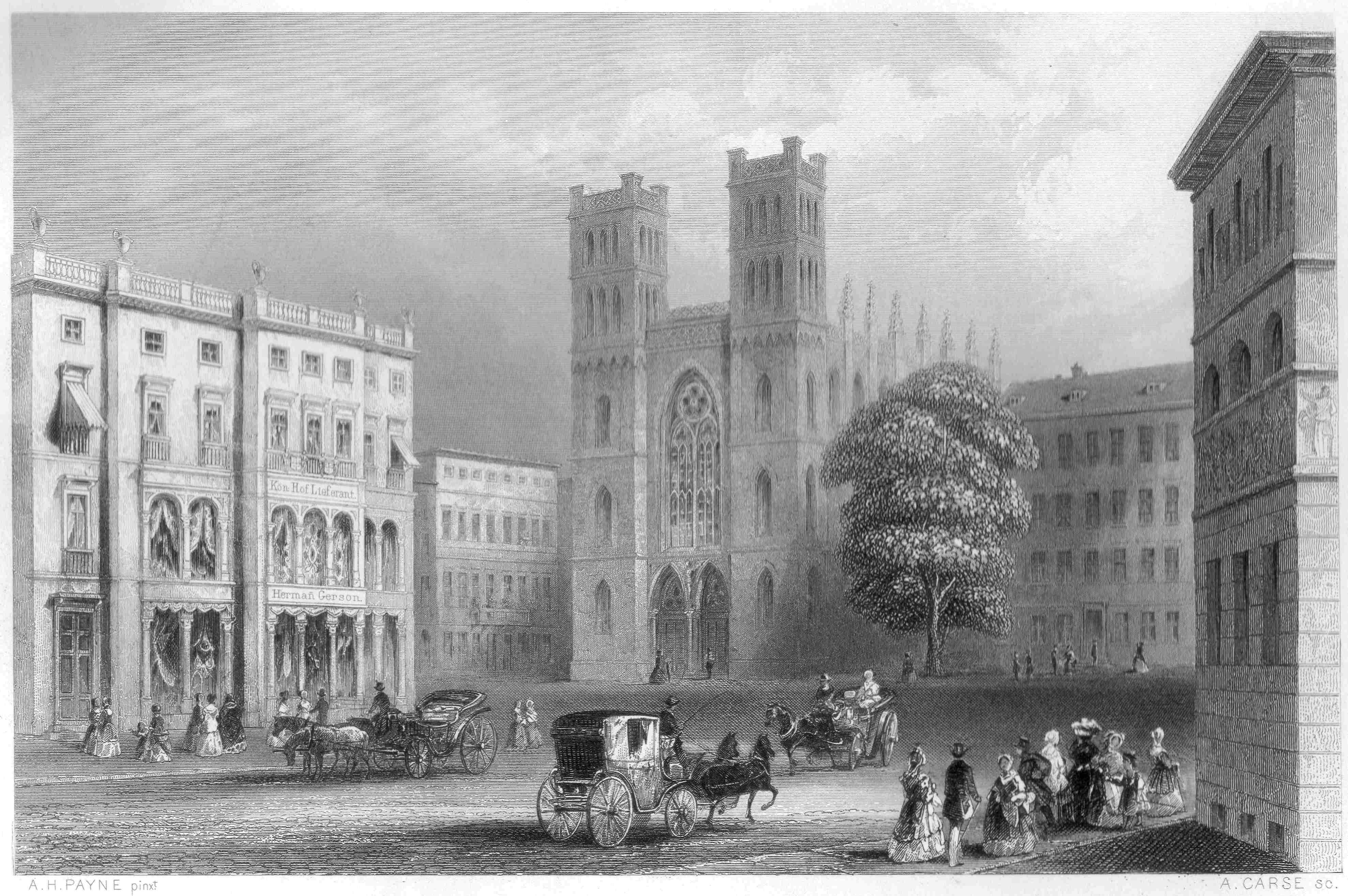
Vue de l'église en 1850 du Werderscher Markt